# Cví Rózen
Cví Rózen (héberül: צבי רוזן; Köln, 1947. június 23. –)  izraeli válogatott labdarúgó.

## Pályafutása

### Klubcsapatban
1965 és 1977 között a Makkabi Tel-Aviv játékosa volt. Háromszoros izraeli bajnok és négyszeres kupagyőztes. 1976-ban a Hapóél Jehud csapatához került, ahol 1980-ig játszott.

### A válogatottban
1968 és 1974 között 48 alkalommal szerepelt az izraeli válogatottban és 4 gólt szerzett. Részt vett az 1968-as Ázsia-kupán, az 1968. évi nyári olimpiai játékokon és az 1970-es világbajnokságon.

## Sikerei
Makkabi Tel-Aviv
- Izraeli bajnok (3): 1966–68, 1969–70, 1971–72
- Izraeli kupa (4): 1963–64, 1964–65, 1966–67, 1969–70
- Ázsiai klubbajnokság (2): 1969, 1971

Izrael
- Ázsia-kupa bronzérmes (1): 1968

Egyéni
- Az év izraeli labdarúgója (1): 1973

## Külső hivatkozások
- Cví Rózen – a FIFA adatbázisában
- Cví Rózen adatlapja a National-Football-Teams.com oldalon (angolul)

- Cví Rózen profilja az Olympedia oldalán (angolul)